# Horace Bushnell
Horace Bushnell, född 14 april 1802 och död 17 februari 1876, var en amerikansk teolog och präst i kongregationalistiska kyrkan i Hartford, Connecticut.
Buschnell räknas som föregångsman för den riktning inom amerikanskt kyrkoliv, som motsvarar broad church inom anglikanska kyrkan. I sin berömda skrift Christian nurture (1847) vände han sig mot väckelsemetodens abrupta omvändelser och hävdade en uppfostringskristendom med lugnare och sundare förlopp. Påverkad av tysk kritisk teologi, tog han avstånd från verbalinspirationen. Då han i några av sina skrifter upptog bland annat frågan om försoningen och Kristi person och härvid framställde åsikter, som i viss mån stred mot den rådande ortodoxa teologin, anklagades han för att förneka Kristi gudom och utträdde jämte sin församling ur kyrkan 1859.